# Sanatruces II de Hatra
Sanatruces II, também conhecido como Sanatru, Daizane e Satirune, foi o último rei de Hatra, governando de ca. 200 até 240/241.

## Nome
Sanatruces (Σανατρύκης, Sanatrúkēs), Sinatruces (Σινατρούκης, Sinatroúkēs), Sanatrúcio (Σανατρούκιος, Sanatroúkios) e Sanatruco (Sanatrucus) são as formas grega e latina do nome parta Sanatruque (Sanatrūk), que seria incorporado no armênio (Սանատրուկ) e aramaico (𐡎𐡍𐡕𐡓𐡅𐡊, sntrwk e snṭrwq (aramaico de Hatra)). Em última análise, pode derivar do iraniano antigo *sāna-taru-ka- ("conquistador de inimigos")

## Vida
Era filho de Barsemias e é atestado por nove inscrições descobertas na cidade; uma delas foi encontrada numa estátua mostrando-o de pé. Apenas duas delas portam datas (talvez 231 e 237/238), e ambas são difíceis de ler. Aparece em fontes siríacas como Sanatru e em fontes árabes como Daizane e Satirune. Sua esposa foi possivelmente Abu e ele teve dois filho, seu herdeiro Barsemias e Mana (atestado em 235 como suposto chefe de Arábia de Ual, uma região ao sul de Edessa), e duas filha chamada Duspari, cuja estátua é conhecida e datada de 238, e Samai, cuja estátua também é conhecida.
Segundo Tabari, as fontes que consultou afirmavam que veio de Ba Jarma e segundo Hixame ibne Alcalbi era da tribo dos Cudá. Por essa tradição, seu pai era Moáuia e sua mãe era Jaialade (Jayhalah), da tribo de Tazide ibne Huluane. Alcalbi ainda afirmou que seu reino, centrado em Hatra, se estendia sobre a Mesopotâmia Superior, alcançando a Síria, e que várias tribos como os Banu Abide ibne Alajerã e outros Cudá estavam sob seu comando. Tabari fornece a seguinte genealogia: Daizane ibne Moáuia ibne Alabide ibne Alajerane ibne Anre ibne Anaca ibne Sale ibne Huluane ibne Inrane ibne Alhafi ibne Cudá.
Tabari também relata que quando o xá Sapor I (r. 240–270) fez campanha no Coração (essa expedição de Sapor é hoje datada mais tarde), Sanatruces saqueou o Sauade. Anre ibne Ilá ibne Aljudai ibne Alda ibne Juxã ibne Huluane ibne Inrane ibne Alhafi ibne Cudá escreveu um poema no qual relatou a expedição de Sanatruces:
| “ | Encontramos-os [em batalha] com uma hoste dos [Banu] Ilafe e com [uma tropa de] garanhões de casco forte. Os persas receberam em nossas mãos punição exemplar, e massacramos os herdabes de Xarazur. Avançamos em direção aos persas (Alaajim) de longe com uma hoste da Jazira [Mesopotâmia Superior] como numa labareda de fogo. | ” |

Ao retornar, Sapor sitiou Sanatruces em Hatra. Alcalbi afirmou que o xá cercou Hatra por 4 anos, completamente incapaz de destruí-la ou capturar Sanatruces, enquanto Alaxa mencionou em seu poema que Sapor sitiou a fortaleza por apenas dois anos:
| “ | Não viu Hatra, cujo povo sempre goza de vida fácil? Mas alguém é favorecido com vida fácil para sempre? Sapor dos Exércitos permaneceu diante dela por dois anos, empunhando seus machados de batalha lá. Mas seu Senhor [governante de Hatra] não lhe deu nenhum acesso de força, e pivôs como o dele não puderam permanecer firmes (isto é, a facilidade de vida que ele desfrutava não podia durar para sempre) Quando seu Senhor viu o que ele [Sapor] estava fazendo, caiu sobre ele com um violento golpe, sem ele ser capaz de retalhar. Ele chamou seus partidários, "Venham ao seu afazer, que já foi rompido E morra mortes nobres através de suas próprias espadas; Eu vejo que o verdadeiro guerreiro assume por si mesmo o fardo da morte com equanimidade." | ” |

Segundo as fontes árabes, num relato possivelmente lendário, uma das filhas de Daizane chamada Nadira lhe traiu por se apaixonar por Sapor e permitiu que o xá entrasse na cidade. Hatra foi destruída, Daizane foi morto e seus partidários foram aniquilados. Anre ibne Ilá, que estava com Daizane, disse:
| “ | Você não se encheu de pesar quando os relatórios chegaram sobre o que aconteceu com os líderes do Banu Abide, E do assassinato de Daizane e seus irmãos, e dos homens de Tazide, que costumavam cavalgar nos esquadrões de cavalaria? Sapor dos Exércitos os atacou com elefantes de guerra, ricamente protegidos e com seus heroicos guerreiros, E ele destruiu os blocos de pedra das colunas da fortaleza, cujas pedras de fundação eram como blocos de ferro. | ” |